# Жанаауыл (Атырауская область)
Жанаауыл (каз. Жаңаауыл) — село в Курмангазинском районе Атырауской области Казахстана. Входит в состав Кудряшовского сельского округа. Находится примерно в 48 км к западу от села Курмангазы . Код КАТО — 234655200.

## Население
В 1999 году население села составляло 569 человек (272 мужчины и 297 женщин). По данным переписи 2009 года, в селе проживал 451 человек (239 мужчин и 212 женщин). 